# BTR-60
Der BTR-60 ist ein Schützenpanzerwagen (Originalbezeichnung russisch Бронетранспортёр, Bronetransportjor, deutsche Übersetzung: Transportpanzerwagen) aus sowjetischer Produktion.
Das Fahrzeug wurde in den späten 1950er-Jahren entwickelt, 1961 erstmals öffentlich gesichtet und mindestens bis Mitte der 1970er-Jahre in diversen Versionen in Serie gebaut. Der Schützenpanzerwagen gehörte unter anderem zur Standard-Ausrüstung der motorisierten Schützentruppen der NVA der DDR und wurde dort als SPW-60 (Schützenpanzerwagen) geführt. Hergestellt wurden die Fahrzeuge unter anderem bei GAZ und bei KZKT.

## Entwicklung und Aufbau

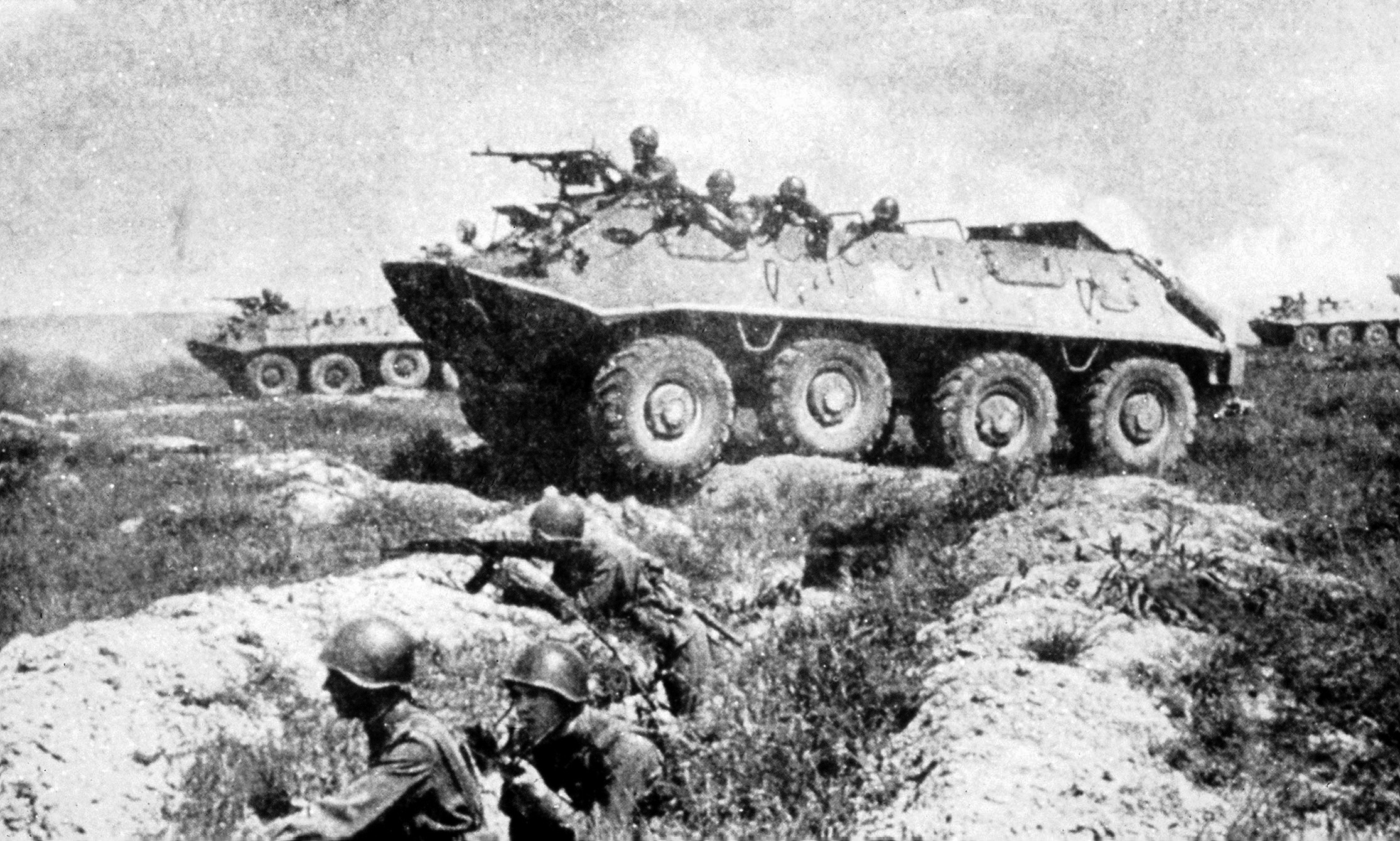
Ursprungsversion BTR-60P ohne Turm mit oben offener Wanne

Das gepanzerte Standardradfahrzeug zum Truppentransport der Sowjetarmee war seit 1951 der BTR-152. Zu den Erprobungsmustern, die für eine mögliche Nachfolge in Betracht gezogen wurden, gehörte der ZIL-153; ein Fahrzeug mit drei Radpaaren, im gleichen Abstand zueinander montiert, kombiniert mit einer Wanne mit viel Bodenfreiheit und Schwimmfähigkeit. Das von einem 180-PS-Motor angetriebene Muster war ab 1957 unter Leitung von L. I. Orlow entwickelt worden, wurde aber um 1960 zu Gunsten des BTR-60 abgelehnt.
Der Nachfolger für den BTR-152 wurde schließlich von den Entwicklern entworfen, die zuvor den BRDM-2-Spähpanzer erdacht hatten. Sie versuchten, einen Dieselmotor zu verwenden, der verfügbare JaAZ-206B war jedoch zu schwer und hätte das Fahrzeug zu hecklastig gemacht. Die Entwickler um W. A. Dedkow bauten so zwei 66-kW-GAZ-49B-Ottomotoren in eine schwimmfähige Wanne mit acht Rädern ein. Frühe Fahrzeuge wurden auch mit Motoren des Baumusters GAZ-40P ausgerüstet. Die grundlegenden Maße der Motoren (Bohrung und Hub) entsprachen jenen der gängigen Sechszylinder von GAZ. Um eine höhere Leistung zu erreichen und weniger Spezialteile fertigen zu müssen, wurden jedoch Einzelteile aus verschiedenen Ausbaustufen des Blocks bzw. aus der zivilen Produktion verwendet, z. B. aus dem GAZ-51, GAZ-52, GAZ-M20 Pobeda und auch der Vorkriegsvariante GAZ-11 aus dem GAZ-11-73. Der Zylinderblock selbst war ursprünglich für den BTR-40 entwickelt worden.
Der rechte Ottomotor trieb das erste und dritte Räderpaar an, der linke Motor das zweite und vierte Paar. Jedem Motor war ein Getriebe mit Viergangschaltung vorgeschaltet, beide Getriebe konnten vom Motor entkoppelt werden, so dass das Fahrzeug auch betrieben werden konnte, wenn ein Motor ausfiel. Die Geschwindigkeit lag bei bis zu 80 km/h auf der Straße. Im Wannenbug wurde eine Winde mit 44 kN Zugkraft installiert, die über das rechte Differentialgetriebe betrieben wurde. Das Fahrzeug wog 9,5 Tonnen und konnte mit zwei Besatzungsmitgliedern bis zu vierzehn Soldaten transportieren. Die Wanne selbst war nach oben offen, zur Selbstverteidigung konnte ein Maschinengewehr montiert werden.
Gelenkt wurde auf der Straße und im Gelände nur über die zwei vorderen Radpaare. Für amphibische Einsätze war ein Wasserstrahlantrieb im Heck eingebaut, bei dem ein 60-cm-Propeller Wasser durch eine Öffnung im Boden ansaugte und am Heck aus dem Panzer drückte. Gesteuert wurde hier mit zwei kleinen Rudern, die mit dem normalen Lenkrad vom Fahrer ausgerichtet wurden. Geschwindigkeiten von bis zu 10 km/h konnten so erreicht werden; die sich drehenden Räder allein genügten im Wasser ohne den Wasserstrahlantrieb für etwa 4 km/h Vorwärtsbewegung. Die leichte Panzerung besteht aus geschweißten Stahlplatten.
Das Fahrzeug war das erste einer Reihe von vierachsigen gepanzerten Truppentransportern, die für die sowjetischen Landstreitkräfte und die Armeen des Warschauer Pakts entwickelt wurden.

## Varianten

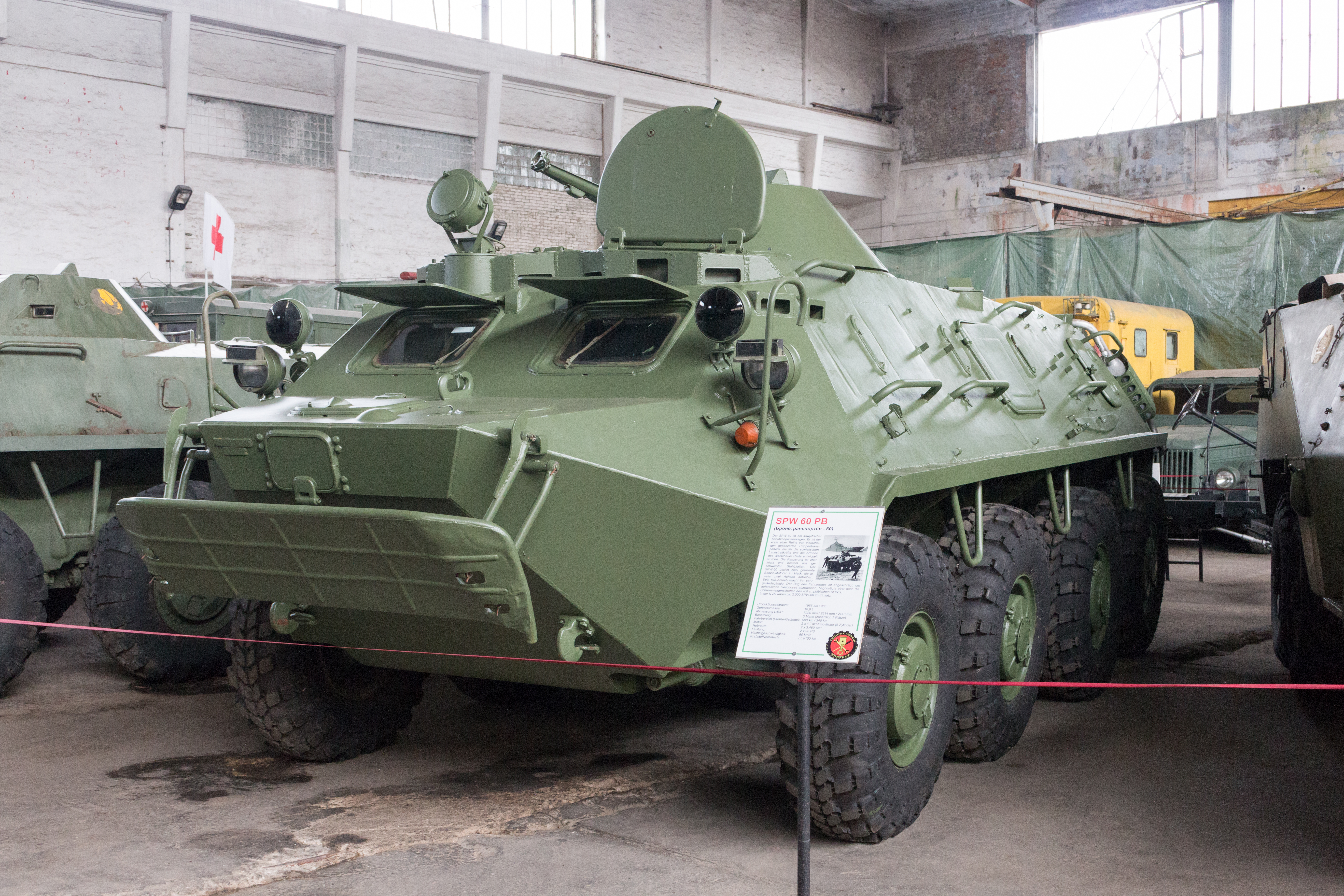
NVA-Variante SPW-60PB

Im Herbst 1959 war der erste Prototyp fertig, 1960 begann die Serienfertigung des BTR-60P.
Ab 1963 wurde der BTR-60P mit einem geschlossenen Dach gebaut, diese Variante, der BTR-60PA, hatte nur noch Platz für zwölf Passagiere.
Ab 1965 erhielt der BTR-60PA einen gepanzerten Drehturm, in dem ein überschweres 14,5-mm-MG KPWT und ein 7,62-mm-MG verbaut waren. Des Weiteren wurde das Fahrzeug auch mit einem Überdrucksystem versehen und damit das Gewicht auf etwas über zehn Tonnen erhöht. Dieser BTR-60PB konnte nur noch acht Passagiere und zwei Besatzungsmitglieder mitführen, wobei der Truppführer des Schützentrupps, solange er an Bord war, auch als Kommandant fungierte.
Aus einer Lizenzvereinbarung zwischen der UdSSR und Sozialistische Republik Rumänien ging in den 1970er-Jahren der TAB-71 hervor, der sich in einigen Punkten vom Vorbild, den BTR-60PB, unterscheidet.
Im Jahr 2017 stellte der Iran die verbesserte Version Heidar-7 des BTR-60PB vor, die mit Reaktivpanzerung und einer stärkeren Hauptwaffe ausgestattet ist. Inwiefern diese Variante in größerem Umfang bei den Streitkräften Verwendung findet, ist nicht bekannt.

## Probleme
Der BTR-60 hat jedoch eine Reihe von Schwachpunkten:
- Benzinmotoren mit besonders leicht entflammbarem Treibstoff
- hoher Treibstoffverbrauch
- der Mannschaftsraum konnte nur über die Dachluken und zwei kleine Notluken an den Seiten verlassen werden, was die Soldaten feindlichem Feuer aussetzte.

Beim Nachfolgermodell BTR-70 wurde das Ein- und Ausstiegsproblem durch zusätzliche Luken gelöst, der BTR-80 wurde schließlich mit Dieselmotoren ausgerüstet.

## Kampfeinsätze
Aufgrund seiner weiten Verbreitung war der Panzer seit seinem ersten Einsatz im Vietnamkrieg an zahlreichen weiteren Kriegen auf der ganzen Welt im Einsatz.
Im Russisch-Ukrainischen Krieg wird der Panzer auf beiden Seiten eingesetzt. Laut dem Oryx-Blog gingen mit Stand August 2025 mindestens zwei Panzer auf russischer und mindestens 43 Panzer auf ukrainischer Seite verloren.

## Einsatz in Streitkräften

### Aktuelle Nutzer
- Äthiopien: 80
- Algerien: 530
- Aserbaidschan: 25
- Bhutan: 27
- Botswana: 30
- Bulgarien: 90
- Kambodscha: 210
- Republik Kongo: 30
- Kuba: 400
- Dschibuti: 12
- Eritrea: 10
- Ghana: 6
- Guinea: 20
- Guinea-Bissau: 35
- Iran: 300
- Jemen: 500
- Kenia: 3
- Laos: 70
- Mali: 10
- Moldau: 12
- Mongolei: 300
- Mosambik: 150
- Nicaragua: 64
- Nigeria: 6
- Nordkorea: 1.000
- Russland: 2.000
- Somaliland: 25
- Syrien: 600
- Tadschikistan: 9
- Ukraine: 203
- Usbekistan: 24
- Vietnam: 400
- Sambia: 13

### Ehemalige Nutzer
- Afghanistan: 300
- Angola: 100
- Belarus: 188
- Deutsche Demokratische Republik: 500
- Finnland: 120
- Indien: 817
- Irak: 500
- Jugoslawien: 60
- Libyen: 750
- Litauen: 14
- Peru: 12
- Polen
- Türkei: 302